# إي. د. بلودغت
إي. د. بلودغت هو مترجم وأستاذ جامعي وشاعر كندي، ولد في 26 فبراير 1935 في فيلادلفيا في الولايات المتحدة، وتوفي في 15 نوفمبر 2018.